# Florida suite
De Florida suite, soms ook aangeduid met alleen Florida, is een compositie van Frederick Delius.
Delius wilde volgens zijn vader niet deugen, dat wil zeggen Frederick wilde niet verder in de wolindustrie, hij wilde muziek schrijven. Via omzwervingen kwam hij terecht in Solano Grove. Aldaar begon hij onder begeleiding aan hetgeen hem te doen stond, muziek schrijven. Het eerste wat zich aan hem opdrong waren de negrospirituals, die nog veelvuldig te horen waren. Hij viel niet voor de ellende die er dikwijls in bezongen wordt, maar voor de harmonische melodieën en de romantische omgeving waarin ze gezongen werden (!). Een van de eerste stukken van zijn hand, toen hij in Florida verbleef was deze suite, die voor wat betreft klankbeeld inderdaad erg Amerikaans aandoet. 
Het is een zesdelige suite, waarbij er sommige delen aan elkaar gelast zijn:
1. Daybreak – Dance
2. By the River
3. Sunset – Near the plantation
4. At night

De suite volgt de dagindeling, de spiritual wordt in At night verklankt door vier hoorns. De rivier, die hier bedoeld wordt is de St. Johns River. Delius verbleef toen namelijk in Jacksonville (Florida) aan de oevers van die rivier. Daybreak zou later hergebruikt worden in de opera Koanga.
Een eerste versie van dit werk werd gespeeld tijdens een privébijeenkomst in het conservatorium in Leipzig. Hans Sitt gaf leiding aan plaatselijke muzikanten. In het publiek waren Edward Grieg en Christian Sinding aanwezig. De Florida suite maakte deel uit van een aantal werken die Delius moest verkopen om in leven te blijven. Thomas Beecham kocht een deel van de werken op. Het is daarom dat het werk pas op 1 april 1937 voor het publiek te horen was, Beecham leidde toen het London Philharmonic Orchestra in Queen’s Hall in een speciaal concert voor de nagedachtenis van de kroning van George VI van het Verenigd Koninkrijk. By the River werd vervangen door de Irmelin prelude.
Delius schreef het voor
- 3 dwarsfluiten (III ook piccolo), 2 hobo’s, 1 althobo, 2 klarinetten, 1 basklarinet, 2  fagotten
- 4 hoorns, 2 trompetten, 3 trombones, 1 tuba
- pauken,  man/vrouw percussie (bekkens, triangel, kleine trom, grote trom, tamboerijn), 1 harp
- violen, altviolen, celli, contrabassen

Er zijn van dit werk een aantal verschillende opnamen in omloop. Opmerkelijk aan dit werk is, dat het door diverse bronnen beschreven wordt als een van de populairste werken van Delius; tegelijkertijd is het bijvoorbeeld nog nooit tijdens een Promsconcert uitgevoerd. Van de 45 werken die daar ooit van Delius te horen waren, werd bijvoorbeeld Sea Drift, een aanmerkelijk moeilijker werk voor musici en publiek, tot 2012 elf keer uitgevoerd. 